# Sebastián Arabia
Sebastián Arabia Carlevaro (Madrid, 6 de agosto de 1980) es un director y productor español.

## Biofilmografía
Nacido en Madrid el 6 de agosto de 1980.
En el año 2010 funda la productora Indie Cinema (anteriormente conocida como Off Cinema), con la que produce el cortometraje documental "Un largo invierno", protagonizada por la presidenta de la Asociación 11-M Afectados del Terrorismo, Pilar Manjón.
En el año 2011 estrena "La tinta negra, el caso Garzón y los crímenes del franquismo", largometraje documental que gira en torno al llamado caso Garzón y los crímenes del franquismo. El film retrata todo el proceso por el cual el Tribunal Supremo de España inhabilitaba cautelarmente al juez Baltasar Garzón, por un presunto delito de prevaricación al abrir una investigación judicial por los desaparecidos del franquismo. En el año 2012, Garzón sería absuelto de esta causa, pero condenado por las escuchas ilegales durante la instrucción del caso Gürtel. En la cinta intervienen personalidades del mundo jurídico español como son Carlos Jiménez Villarejo, exfiscal anticorrupción; Carlos Slepoy Prada, abogado especialista en derechos humanos; o José Antonio Martín Pallin, magistrado emérito del Tribunal Supremo de España y exfiscal del mismo. Entre otros, también intervienen Esteban Beltrán, director de la sección española de Amnistía Internacional; Emilio Silva, periodista y presidente de la Asociación para la Recuperación de la Memoria Histórica; o Miguel Bernard, abogado y líder de la organización Manos Limpias.
En el año 2014 estrena en el diario digital Público, la serie documental Artículo 23. Esta serie retrata las circunstancias por las que el gobierno de Mariano Rajoy limitaba el principio de justicia universal, en casos de genocidio y lesa humanidad. Cada capítulo de esta serie está dedicado a uno de los 13 casos que, en ese momento, estaban abiertos en la Audiencia Nacional y corrían riesgo de ser archivados ante la mencionada reforma.
En el año 2016 estrena "Boye", su tercer largometraje documental. La cinta retrata la vida del abogado, editor de la revista Mongolia y empresario Gonzalo Boye, que en 1996 fue condenado por la Audiencia Nacional a una pena de catorce años de prisión, por colaboración con la banda terrorista ETA en el secuestro del empresario Emiliano Revilla. La cinta tuvo su estreno mundial en la Sección Oficial del Atlántida Film Fest.
También en el año 2016 pasa a formar parte de la Junta Directiva de Unión de Cineastas y en el año 2017 se convierte en presidente de la misma.
En el año 2019 produce y dirige la campaña publicitaria Justicia Universal YA, para la Sociedad Civil Justicia Universal YA Una organización conformada por prestigios juristas y organizaciones como Amnistía Internacional, Rights International Spain, la Fundación Baltasar Garzón o The Guernica Group, entre otras muchas.
En el año 2020 estrena en exclusiva con la plataforma Filmin, un nuevo montaje de su película documental Un largo invierno, con el título "Un largo invierno · Edición 2020" 
En el año 2024 estrena en exclusiva en la plataforma Filmin, "Gonzalo Boye, el enemigo público", segunda parte de la película documental "Boye" (2016). En esta segunda entrega la trama se concentra en la defensa jurídica que Gonzalo Boye lleva a cabo de Carles Puigdemont y otros líderes independentistas catalanes. La cinta también se concentra en la imputación contra el propio Boye, por un presunto delito de blanqueo de capitales.

## Filmografía como director
- Un largo invierno (2010) (Cortometraje I Documental)
- La tinta negra, el caso Garzón y los crímenes del franquismo (2011) (Largometraje I Documental)
- Artículo 23 (2014) (Serie I Documental)
- Boye - (2016) (Largometraje I Documental)
- Gonzalo Boye, el enmigo público - (2024) (Largometraje I Documental)

## Premios
| Año  | Premio                  | Categoría        | Película       | Resultado |
| ---- | ----------------------- | ---------------- | -------------- | --------- |
| 2012 | BAFICI                  | Competencia DDHH | La tinta negra | Candidata |
| 2016 | Atlántida Film Festival | Sección Oficial  | Boye           | Candidata |